# Жукино
Жу́кино (чув. Шуккасси) — деревня в Красночетайском районе Чувашской Республики.  Входит в состав Испуханского сельского поселения.

## География
Находится в северо-западной части Чувашии на расстоянии приблизительно 6 км на север от районного центра села Красные Четаи.

## История
Образовалась в качестве отдельного населенного пункта в 1927 выделением из деревни Карк-Сирма. В 1939 году было учтено 220 жителей, в 1979 – 155. В 2002 году было 49 дворов, в 2010 – 44 домохозяйства. В 1928 году был организован колхоз «Красное знамя», в 2010 действовал СХПК «Нива».

## Население
Постоянное население составляло 118 человек (чуваши 98%) в 2002 году, 100 в 2010.